# 2482 Perkin
A 2482 Perkin (ideiglenes jelöléssel 1980 CO) a Naprendszer kisbolygóövében található aszteroida. A Harvard Obszervatórium fedezte fel 1980. február 13-án.